# Vîhvostiv, Horodnea
Vîhvostiv (în ucraineană Вихвостів) este localitatea de reședință a comunei Vîhvostiv din raionul Horodnea, regiunea Cernihiv, Ucraina.

## Demografie
Componența lingvistică a localității Vîhvostiv
     Ucraineană (96,99%)
     Rusă (3,01%)
Conform recensământului din 2001, majoritatea populației localității Vîhvostiv era vorbitoare de ucraineană (96,99%), existând în minoritate și vorbitori de rusă (3,01%).